# Emin Amrullayev
Emin Eldar oglu Amrullayev (en azerí: Emin Eldar oğlu Əmrullayev; Bakú, 30 de diciembre de 1982) es Ministro de Educación de Azerbaiyán desde 2020.

## Biografía
Emin Amrullayev nació el 30 de diciembre de 1982 en Bakú. En 2003 se graduó de la Academia de Administración Pública de Azerbaiyán. Estudió en la Universidad Centroeuropea en 2003-2004 y en la Universidad de Columbia en 2010-2012. 

## Carrera política
2004 – empezó su carrera en el Centro Europeo de Derechos de los Romaníes en Budapest, Hungría
2005-2009 – profesor en la facultad de relaciones internacionales en la Universidad Qafqaz, Bakú, Azerbaiyán
2009-2010 - Gerente de Desarrollo de Negocios en el Centro de Educación de Kaspi, Bakú, Azerbaiyán
2011 – Interno en la Comisión Económica de Europa en Ginebra, Suiza
2014-2015 – Jefe adjunto del Departamento de programas de desarrollo de educación, Ministerio de Educación de Azerbaiyán
2015 – miembro fundador del Foro de Estudiantes Europeos, Bakú, Azerbaiyán
2015-2020 – jefe del Departamento de programas de desarrollo de educación, Ministerio de Educación de Azerbaiyán
2020 – Emin Amrullayev se nombró nuevo ministro de Educación de la República de Azerbaiyán